# Messingklopper
De Messingklopper is een monumentaal woonhuis in IJlst, gelegen aan de Eegracht. Het is gebouwd in 1669 en is het op twee na oudste pand van IJlst. Molen De Rat en het woonhuis (voormalige bakker) Eegracht 44, bouwjaar waarschijnlijk 1635, zijn beide ouder. Het gebouw heeft een klassieke renaissance trapgevel. Het pand is in 1919 gekocht door de Vereniging Hendrick de Keyser en in 1926 gerestaureerd.